# James Herbert McGraw
 James Herbert McGraw  (Harmony (Nova Iorque, 17 de dezembro de 1860 – 21 de fevereiro de 1948) foi co-fundador da atual McGraw-Hill Education. Foi presidente da McGraw-Hill de 1917 a 1928. A McGraw Publishing Company e a Hill Publishing Company fundiram seus departamentos de livros em 1909.
McGraw está sepultado no Evergreen Cemetery (Morristown, New Jersey) em Morristown (Section 36, Lots 15&16, Grave 3).